# Sophie Thalbitzer
 (juillet 2021).
Si vous disposez d'ouvrages ou d'articles de référence ou si vous connaissez des sites web de qualité traitant du thème abordé ici, merci de compléter l'article en donnant les références utiles à sa vérifiabilité et en les liant à la section « Notes et références ».
Sophie Thalbitzer, née Zinn (15 avril 1774 - 27 décembre 1851) est une écrivaine danoise, connue notamment pour ses Confessions d'une Grand-mère (Grandmamas Bekiendelser) qui offrent un récit rare de la vie quotidienne d'une jeune fille dans la bourgeoisie danoise de la fin du 18e siècle et du début du 19e siècle.

## Biographie
Sophie Thalbitzer est la fille de Johann Ludvig Zinn (1734-1802), négociant prospère, et de Johanna Charlotta Sophia Preisler (1754-1833), et habite la maison Zinn à Copenhague. Avide lectrice, que ce soit en danois, allemand, français ou anglais, ses propres mémoires sont notamment inspirées par les Confessions de Jean-Jacques Rousseau, éditées en 1781-88. Elle y raconte, avec humour et une certaine auto-dérision, ses amours et déceptions, la vie culturelle de la famille, où les enfants jouent des pièces de théâtre, divers instruments de musique, ou encore de mini-opéras composés par eux.
Sophie est très marquée par la venue en 1793 de révolutionnaires français à Copenhague. C'est sur son incitation notamment que la Marseillaise est chantée la première fois à Copenhague dans sa maison familiale, en dépit de l'interdiction des autorités. 
Sophie raconte aussi dans ses mémoires, ses rencontres avec plusieurs personnalités culturelles marquantes de l'époque, comme les écrivains Peter Andreas Heiberg et Thomasine Gyllembourg.
On trouve encore dans ce livre un récit de première main du bombardement de Copenhague par les anglais en 1807. 
Ses Confessions d'une Grand-mère sont écrites à l'âge de 41 ans, quand elle est veuve du Consul Henry Thalbitzer à Elseneur et à l'intention de son fils Carl Wilhelm Thalbitzer. Elles sont publiées beaucoup plus tard. Son journal d'un voyage en Allemagne avec son mari en 1810 est publié en 2019 sous le titre Grandmamas rejsedagbog 1810.